# 斯坎德里利亚
斯坎德里利亚（義大利語：Scandriglia），是意大利列蒂省的一个市镇。总面积63.09平方公里，人口3130人，人口密度49.6人/平方公里（2009年）。ISTAT代码为057064。